# سیارک ۱۶۶۵۷۰
سیارک ۱۶۶۵۷۰ (به انگلیسی: 166570 Adolftrager، نامگذاری:2002RG118) صد و شصت و شش هزار و پانصد و هفتادمین سیارک کشف شده‌است که در ۸ سپتامبر ۲۰۰۲ کشف شد.